# ジョージ・ウィリアム・ヒル

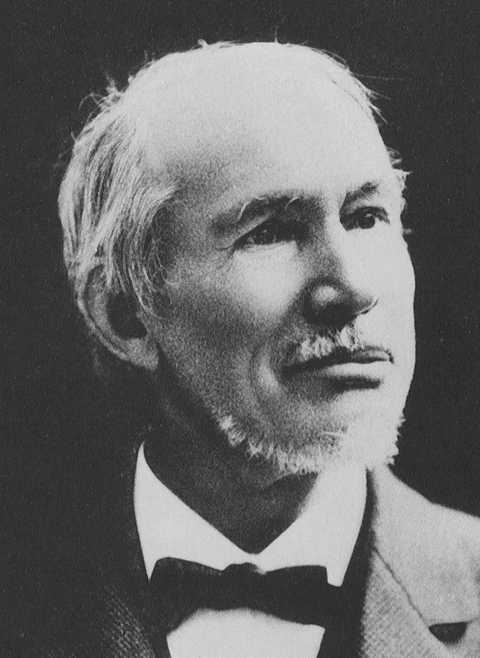
ジョージ・ウィリアム・ヒル

ジョージ・ウィリアム・ヒル（George William Hill、1838年3月3日 - 1914年4月16日）は、アメリカ合衆国の天文学者、数学者である。天体力学の分野、特に月の運動の解析を行った。

## 人物
ニューヨークで生まれた。ラトガース大学で学んだあと、マサチューセッツ州ケンブリッジのアメリカ航海暦局（Nautical Almanac Office）で働いた。多体問題を研究し、天体の運動を解析した。
三体問題で衛星が安定でいられる領域を指すヒル球に名を残す。ヒルの方程式およびヒル微分方程式の名も彼にちなむ。
1894年からアメリカ数学会の会長を務め、1908年にエディンバラ王立協会のメンバーに選ばれ、ベルギー（1909年）、クリスティアニア(1910年)、スウェーデン（1913年）などの科学アカデミーの会員に選ばれた。王立協会外国人会員。

## 賞
- 王立天文学会ゴールドメダル (1887年)
- フランス学士院からダモワゾー賞（1898年）
- コプリ・メダル（1909年）
- ブルース・メダル（1909年）

## 命名
- 小惑星：(1642) Hill[1]。